# 桐生市立図書館
桐生市立図書館（きりゅうしりつとしょかん）は、群馬県桐生市稲荷町6番2号にある公共図書館。

## 歴史
昭和初期には前橋市と高崎市のほか、佐波郡伊勢崎町（現・伊勢崎市）や新田郡太田町（現・太田市）、邑楽郡館林町（現・館林市）などにも町立図書館が開館していたことから、桐生市にも公立図書館の開設を求める要望を提出したのが始まりである。しかし、市の財政面の問題からこの時は実現しなかった。

### 開館
1933年（昭和8年）の皇太子明仁の誕生を記念して、1934年（昭和9年）2月11日に斎藤長平が小曾根の約530坪の土地を図書館用地として寄附したことをきっかけとして、同年3月に吉野喜代松、4月には朝倉茂三郎が各々1万円の建設費を寄贈した。地元出身の講談社創業者の野間清治（寄付額1,000円）などもこれに続いて建設費を寄付し、建設費として寄付された総額が約23,500円に達した。これを受けて1935年（昭和10年）1月に桐生市議会が全会一致で図書館開設を議決した。
同年3月、後に桐生第一高等学校となった小曽根町の一角に図書館の建設に着工し、9月に建物を完成させた。また、建設中の同年7月には群馬県知事から設置認可を受け、8月末には初代館長として中曾根都太郎を任命すると共に、文部省図書館講習所卒業直後の岸和田政雄を司書に任命した。1935年（昭和10年）11月3日に桐生市図書館が開館した。
開館当初から刀剣展や高山植物展などの展覧会を開催しているほか、レコードコンサートなど、図書関連に限らない文化センターとしての活動を展開した。

### 現行館時代
1979年（昭和54年）11月6日、桐生市立中央公民館と同一の館内に併設される新館に移転し、桐生市立図書館に名称変更した。
市民ホール（旧：桐生市文化センター）・天文台・観測室・プラネタリウムなどが併設されている。

### 年表
- 1935年（昭和10年）
  - 2月11日 - 斎藤長平が小曽根町の用地を寄贈[3]。
  - 3月 - 吉野喜代松が建設費1万円を寄贈[3]。
  - 4月 - 朝倉茂三郎が建設費1万円を寄贈[3]。
- 1935年（昭和10年）
  - 3月 - 着工[3]。
  - 7月 - 群馬県知事から設置認可を受ける[3]。
  - 8月 - 初代館長として中曾根都太郎、司書として岸和田政雄を任命[3]。
  - 9月 - 竣工[3]。
  - 11月3日 - 小曽根町に開館[3]。
- 1979年（昭和54年）11月6日 - 稲荷町（現在地）の新館が完成し、「桐生市立図書館」に名称変更[2]。

## 蔵書

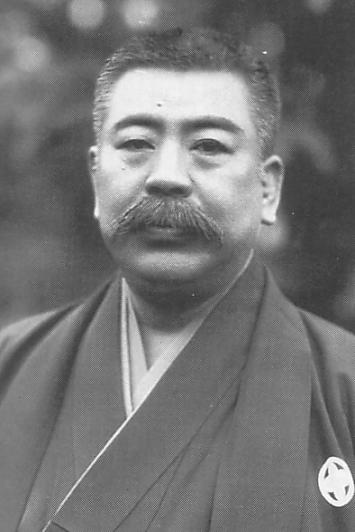
野間清治

### 野間文庫
また、開館時の建設資金の一部を寄付した地元出身の野間清治は、自身が創業した講談社が刊行した新刊すべてを寄贈していた。「野間文庫」と呼ばれる書籍の寄贈は第二次世界大戦中に一時中断したものの、戦前から継続しているとされるが、1979年（昭和54年）の新館への移転以前については正確な記録が残っていないため、詳細は不明とされている。2015年（平成27年）3月時点で合計45,164冊が「野間文庫」として所蔵されている。
野間文庫の他にも、羽仁五郎の「羽仁文庫」など、桐生市出身者による寄贈文庫がある。全蔵書冊数は、約29万2000冊である。

## 図書館周辺
- 新川公園
- 群馬県立桐生高等学校
- 樹徳中学校・高等学校